# 裏切りマンキーコング
裏切りマンキーコング（うらぎりマンキーコング）は、吉本興業所属のお笑いコンビ。2014年5月20日結成。旧コンビ名は裏切りファンキー（うらぎりファンキー）。

## メンバー
風次（ふうじ、1990年7月5日（34歳） - ）
東京都渋谷区出身、血液型B型。明治大学中退、NSC東京校15期出身。
旧芸名及び本名、関谷 風次（せきや ふうじ）。ただし芸名変更以前より苗字抜きの「風次」名義で活動することが殆どであった。
結成以前は「シカバネ」→「シバカゼ」、「ブルドーザー兄弟」などのコンビを組んでいた。2008年M-1甲子園優勝。
実兄は関谷迅市（元シーランド）。
シバカゼ時代の相方・柴田は芸人引退後、エイベックスを経てLINEに勤務している。
2020年8月19日より、OPENREC内番組手越祐也のゲームキングダムにて、手越祐也の教育役として出演している。
にしざわ学園（にしざわ がくえん、1989年9月21日（35歳） - ）
青森県八戸市出身、血液型A型（Rh-）。国立八戸工業高等専門学校中退、NSC東京校16期出身。
旧芸名及び本名、西澤 祐太朗（にしざわ ゆうたろう）。
結成以前はコンビ「ジョンジョン」を組んでいた。
ゲーム実況をする時は「2438学園」→「にしざわ学園」という名前で活動している。
R藤本のニコニコ生放送番組「R藤本の水曜はじけてまざれ!」を第1回目から見ているヘビーユーザーで、R藤本に憧れて芸人を目指し始めた。
ドラゴンボールのキャラクター・ヤムチャの物真似芸人として活動する事もある。
芸人初のプロゲーマーで、プロesportsチーム「YOSHIMOTO Gaming Calamari（ヨシモトゲーミングカラマリ）」のメンバー。

## 略歴
2014年
- 5月20日、コンビ「裏切りファンキー」を結成[3]。

2015年
- 2月3日、「裏切りファンキー」から現在のコンビ名へと改名[4]。その由来は『ドンキーコングシリーズ』に登場するキャラクターから取られた。

2016年
- 1月19日、YouTubeチャンネル『裏切りマンキーコング Ch』を開設[19]。
- 1月28日、初めての公式ゲーム実況動画を公開する[19][20]。
- 4月4日、YouTubeチャンネル『裏切りマンキーコング Ch』の登録者が1万人を突破[19]。
- 7月7日、インターネット番組『オールナイトニッポンw』木曜のパーソナリティに就任[21]。
- 7月末、「裏切りマンキーコング」、「エリック・ニコラス」、「マケレレ・小池」による、ゲームしかやってこなかった芸人ユニット「ゲー人ギルド」を結成[22]。

2017年
- 3月30日、渋谷J-POPカフェにて、初単独ライブ「裏切りマンキーコングの森」を開催[23]。
- 8月10日、渋谷∞ホールにて、単独ライブvol.2 「スーパーマンキーコング2」を開催[24]。

2018年
- 5月24日、任天堂の公式YouTubeチャンネルで『マリオテニス エース』のゲーム実況MCに抜擢される[25][1]。
- 9月30日、石川県金沢市北陸電力会館本多の森ホールで行われた2019年スプラトゥーン甲子園予選北陸地区大会では初戦敗退するも翌年1月13日に行われた第四回スプラトゥーン甲子園オンライン代表決定トーナメントで優勝。

2019年
- 5月18日、NPBスプラトゥーン2 にてパリーグ オリックス・バファローズ選手として参加し、パリーグ優勝。

2020年
- 8月19日より、OPENREC内番組手越祐也のゲームキングダムに手越祐也の教育役として出演。

2021年
- 5月16日、西澤が芸名とプレイヤーネームを「にしざわ学園」に改名したことを発表[13]。
- 5月25日、関谷が芸名を「風次」に改名を発表[8]。

2023年
- 7月6日、初冠番組[26]『裏切りマンキーコングのBSゲームスタジオ』レギュラー放送開始[27]。

## エピソード
- にしざわはNINTENDO 64版ゲーム『ニンテンドウオールスター!大乱闘スマッシュブラザーズ』が得意で、第9回64スマブラ関東大会（2014年8月23日開催）[28]では、後にスマブラ世界ランク1位になるプレイヤー「wario」[29]相手に善戦した[30]。その後、第10回64スマブラ関東大会（2015年9月20日開催）で対面した世界各国のプレイヤーの支持を得て[31]、2016年1月にカリフォルニア州サンノゼで行われたスマブラ世界大会「Genesis3」に招待された[31]。しかし若手のお笑いライブとの日程が重なったため、やむなく大会出場を辞退した[30]。
- 2017年9月28日から、にしざわはNintendo Switch™のアクションTPS「Splatoon2」のプロesportsチーム「Libalent Calamari」に加入し、芸人初のプロゲーマーとなる[17]。
- 2020年6月14日 「Calamari」が「YOSHIMOTO Gaming」へ移籍。

## 受賞歴
- 2017年 The Inkergalactic Cup An International Tournament 優勝（にしざわ）[1]
- 2017年 オフライン大会SQUARE CUP 優勝（にしざわ）[1]
- 2017年 第三回スプラトゥーン甲子園中国予選 準優勝（にしざわ）[1]
- 2017年 第三回WFB杯 優勝（にしざわ）[1]
- 2018年 第三回スプラトゥーン甲子園オンライン代表決定トーナメント 準優勝（にしざわ）[1]
- 2018年 SplatChampionship 2018 Winter 準優勝（にしざわ）[1]
- 2019年 第四回スプラトゥーン甲子園オンライン代表決定トーナメント 優勝（にしざわ）

## 出演番組

### テレビ
レギュラー
- 裏切りマンキーコングのBSゲームスタジオ（BSよしもと、2023年6月4日[26]、2023年7月6日[27] - 2023年11月30日）

単発・スペシャル
- 余談大賞2016 世の中を賑わせたニュースの裏話 大放出SP（TBSテレビ、2016年9月28日）

### インターネット番組
レギュラー
- オールナイトニッポンw（YouTube、2016年7月7日 - 2017年12月21日）

単発・スペシャル
- R藤本の水曜はじけてまざれ!（ニコニコ生放送）
  - R藤本の水曜はじけてまざれ乙!（2011年9月1日、2011年10月26日、2011年11月2日、2011年12月28日、2012年4月11日、2012年6月6日）にしざわのみ
- ファミ通LIVE（ニコニコ生放送、2011年11月30日）にしざわのみ
- よしログ（GYAO!、2016年7月21日、2016年8月2日、2016年10月6日）
- ベジータとカイジがレトロゲーム実況（ニコニコ生放送、にしざわ：2017年1月19日初出演、風次：2017年2月23日初出演 - 複数回コンビで出演）

## 舞台

### 大会
M-1グランプリ
- M-1グランプリ2015（1回戦、新宿シアターモリエール、2015年9月26日/2回戦、雷5656会館ときわホール、2015年10月11日[2]）2回戦進出
- M-1グランプリ2016（1回戦、新宿シアターモリエール、2016年8月5日[2]）1回戦敗退

### イベント
- 劇団アニメ座DB（新宿シアターモリエール、2013年3月2日、2回公演）にしざわのみ